# Serra del Bac
La Serra del Bac  és una serra situada al municipi de Ger, a la comarca de la Baixa Cerdanya, amb una elevació màxima de 1.567 metres.